# Телефонный план нумерации Исландии
Телефонный план нумерации Исландии — совокупность телефонных номеров и их плана, используемая в Исландии. Современный план нумерации был введён 3 июня 1995 года и включает в себя национальные номера, состоящие из семи цифр, однако с 2018 года стали вводиться телефонные номера, которые начинаются на цифру 3, в которых используются девять цифр. Формат записи исландских телефонных номеров по стандарту E.123 — +354 xxx xxxx или xxx-xxxx, а также +354 38х ххх ххх
Международный телефонный код Исландии — +354. В стране используется закрытый план нумерации. Формально географических телефонных кодов в Исландии нет, однако при планировании географических телефонных номеров используется система районирования диапазонов телефонных номеров по отдельным регионам или крупным городам. Так, региону Хёвюдборгарсвайдид (Рейкьявик и пригороды) выделены телефонные номера в диапазоне 5хх хххх, а всем остальным — в диапазоне 4хх хххх. Диапазон 3хх ххх ххх зарезервирован исключительно за негеографическими номерами.
Код выхода на междугороднюю связь, по понятным причинам, отсутствует. Выход на международную связь — через префикс 00.

## 1 — Специальные номера
- 112 — Единый номер экстренных служб
- 1700 — Горячая линия по вопросам, связанным с COVID-19
- 1717 — Служба помощи Красного Креста
- 1777 — Справочная по дорожной обстановке[1]
- 1800, 1810, 1819 — Справочные номера
- 190х — Резерв

## 3 — Негеографические номера
- 352 ххх ххх — Tismi (доступ в Интернет)
- 385 ххх ххх — Siminn
- 388 ххх ххх — IMC Islande (Viking)
- 389 ххх ххх — IMC Islande (Viking)

## 4 — Географические номера
- 410, 411, 412, 414, 440, 441 хххх — резерв (Vodafone Iceland[англ.])
- 415, 416 хххх — резерв (Símafélagið)
- 419 хххх — Fastlínuþjónusta (Nova)
- 420, 442, 444 хххх — резерв (Síminn)
- 445 — резерв (365 miðlar)

### 42 —Сюдюрнес
- 421 хххх — Кеблавик и окрестности
- 422 хххх — Гардюр
- 423 хххх — Сандгерди
- 424 хххх — Вогар
- 425 хххх — резерв
- 426 хххх — Гриндавик
- 427 хххх — резерв

### 43 —Вестюрланд
- 430 хххх — резерв
- 431 хххх — Акранес
- 432 хххх — резерв
- 433 хххх — Ламбхаги
- 434 хххх — Будардалюр, Рейкьолар, Кляфосс
- 435 хххх — Грёф, Гредаватн
- 436 хххх — Хелиссандур, Олафсвик
- 437 хххх — Боргарнес, Хваннейри
- 438 хххх — Грюндафьордур

### 45 —Вестфирдир
- 451 хххх — Холмавик, Хваммстанги, Лаугабакки, Стадюр, Авик
- 452 хххх — Блёндюоус, Скагастрёнд
- 453 хххх — Хофсос / Саударкр / Вармалид
- 456 хххх — Вестфьордум
- 458 хххх — резерв

### 46 —Нордюрланд-Эйстра
- 461, 462 хххх — Акюрейри
- 463 хххх — Гренивик, Храфнгил
- 464 хххх — Брейдамири / Хусавик / Рейкьялид / Стадархолл
- 465 хххх — Копаскер, Рауфахофн
- 466 хххх — Дарвик, Оласфьордур
- 467 хххх — Гримсей / Флёт / Сиглуфьордур
- 468 хххх — Форсхофн
- 469 хххх — Исландссими

### 47 —Эйстюрланд
- 471 хххх — Эглистадир / Эйдар / Лагарфосс
- 472 хххх — Боргарфьордур / Сейдисфьордур
- 473 хххх — Баккафьордур, Сейдисфьордур
- 474 хххх — Рейдафьордур
- 475 хххх — Брейддалсвик / Фаскрудсфьордур / Стодварфьордур
- 476 хххх — Эскифьордур
- 477 хххх — Нескаупстадур
- 478 хххх — Дьюпивогур, Хофн

### 48 —Сюдюрланд
- 481 хххх — Вестманнаэйяр
- 482 хххх — Селфосс, Ирафосс
- 483 хххх — Эйрарб / Стокксей / Хвераг / Форлаксх
- 486 хххх — Сюдюрланд фра Аратунгу ад Минниборг
- 487 хххх — Сюдюрланд фра Хеллу ад Вик
- 488 хххх — резерв

## 5 —Хёвюдборгарсвайдид
- 505, 510, 511, 515, 516, 520, 525, 528, 530, 531, 532, 533, 535, 540, 544, 545, 550, 551, 552, 553, 554, 555, 557, 56х, 570, 575, 577, 580, 581, 583, 585, 586, 587, 588, 589, 593 хххх — Síminn
- 512, 513, 514, 517, 527, 534, 545, 556, 558, 559, 571, 578, 590, 591, 594, 595, 596, 598, 599 хххх — Vodafone Iceland
- 519 хххх — Nova
- 537, 547 хххх — Hringdu
- 539 хххх — Tismi
- 546 хххх — Símafélagið
- 572, 582 хххх — 365 miðlar

## 8, 9 — Мобильные номера и интеллектуальные услуги
- 80х хххх— Бесплатный вызов
- 82х хххх— Vodafone Iceland
- 83х, 84х, 85х, 86х хххх — Siminn
- 87х, 880, 954, 958 хххх — Голосовая почта
- 882, 888, 89х — Siminn
- 90х — Premium-rate вызов.